# Bombyx de Datin
Lasiocampa datini
Espèce
Le Bombyx de Datin (Lasiocampa datini) est une espèce d'insectes lépidoptères (papillons) appartenant à la famille des Lasiocampidae.
- Répartition : Algérie et Tunisie.
- Envergure du mâle : de 19 à 21 mm.
- Période de vol : d’août à octobre.
- Plantes-hôtes : Helianthemum

## Source
- P.C. Rougeot, P. Viette, Guide des papillons nocturnes d'Europe et d'Afrique du Nord, Delachaux et Niestlé, Lausanne 1978.